# Nitocris
Pour les articles homonymes, voir Nitocris (homonymie).
Nitocris (ou Nitokris, nom grec, ou Neithikerty, nom égyptien) est une reine semi-légendaire de la VIe dynastie. Elle serait, selon la tradition, la première femme « pharaon » (roi de Haute et Basse-Égypte) dans l'Histoire de l'Égypte antique. Certains égyptologues, dont Joyce Anne Tyldesley, pensent qu'elle est la fille de Mérenrê Ier et de la reine Neith. Elle aurait succédé à son époux assassiné, Merenrê-Nemtyemsaf (Mérenrê II), et aurait régné durant douze ans selon Manéthon ou deux ans selon le papyrus de Turin (4.8). Pour les spécialistes qui reconnaissent cette reine, la durée de règne va de un à cinq ans : 2152 à 2150 av. J.-C..

## Règne
De nombreuses légendes courent sur cette femme mystérieuse, notamment parce que son règne marque la fin (arbitraire) de l'Ancien Empire. En fait, il est peu probable que Nitocris soit directement impliquée dans la chute de l'Ancien Empire et il faut plutôt chercher les raisons de cette déchéance dans le long règne de Pépi II qui a épuisé le pays et causé de graves dégâts.
Parmi les légendes, on peut citer le fait qu'elle aurait entraîné dans sa mort les meurtriers de son époux, noyant ces derniers après un magnifique banquet auquel ils étaient invités ; elle se serait ensuite suicidée. L'histoire est relatée par l'historien grec antique Hérodote dans ses Histoires (II, 100). En outre, elle aurait été la créatrice de la plus petite pyramide de Gizeh, attribuée à Mykérinos. Toutefois, il n'est pas impossible qu'elle ait demandé qu'elle fût restaurée.

Manéthon parle d'elle en termes particulièrement élogieux : 

« Il y eut une femme Nitocris qui régna ; elle était plus courageuse que tous les hommes de son temps, et c'était la plus belle de toutes les femmes ; elle avait le physique d'une blonde aux joues roses,. »

D'après la liste royale d'Abydos, c'est Netjerkarê Siptah qui aurait succédé à Mérenrê II. Quelques égyptologues, comme Kim Steven Bardrum Ryholt, confirment ce fait s'appuyant sur une dernière restauration du papyrus de Turin. Ils avancent la théorie que le fragment de papyrus portant le nom de Neit-Iqereti (ou Nitiqreti nt-iqrty), donné aujourd'hui pour la reine Nitocris, aurait été en fait mal replacé lors de la reconstitution du papyrus de Turin et serait une mauvaise retranscription du nom Netjerikarê Siptah. Il pourrait donc être identifié à ce roi (théorie que l'on retrouve peu à ce jour). Selon eux, la reine Nitocris n'aurait jamais existé.

### Études
- (en) Percy E. Newberry, « Queen Nitocris of the Sixth Dynasty », The Journal of Egyptian Archaeology, vol. 29,‎ décembre 1943, p. 51-54 (JSTOR 3855037).
- (en) Kim Ryholt, « The Late Old Kingdom in the Turin King-list and the Identity of Nitocris », Zeitschrift für Ägyptische Sprache und Altertumskunde, vol. 127, no 1,‎ janvier 2000, p. 87-100 (lire en ligne).
- Joyce Tyldesley, Aude Gros de Beler et Pierre Girard (trad. de l'anglais), Chronique des reines d'Égypte : des origines à la mort de Cléopâtre, Arles, Actes Sud, 2008, 224 p. (ISBN 978-2-7427-7566-8).
- Baudouin van de Walle, « La « Quatrième Pyramide » de Gizeh et la légende de Rhodopis », L'Antiquité Classique, t. 3, fascicule 1,‎ mai 1934, p. 303-312 (lire en ligne).
- Christiane Zivie-Coche, « Nitocris, Rhodopis et la troisième pyramide de Giza », Bulletin de l’Institut français d'archéologie orientale, no 72,‎ 1972, p. 115-138.

### Littérature
- Christian Jacq, Les Égyptiennes.
- Violaine Vanoyeke, Nitocris, princesse d'Égypte.
- Juliette Benzoni, Les reines tragiques.
- Bernard Simonay, L'appel de L'Orient.

### Romans jeunesse
- Benoit et Emmanuelle de Saint Chamas, STROM t2 : Les Portails d'outre-temps, Nathan, 2011.

### Jeux de société
Nitocris apparaît dans une série de scénarios pour le jeu de rôle sur table fantastique américain L'Appel de Cthulhu (Sandy Petersen, Chaosium, 1981), inspirée des nouvelles de fantastique et d'horreur de l'écrivain américain H. P. Lovecraft. Dans la campagne Les Masques de Nyarlathotep, écrite principalement par Larry DiTillio et Lynn Willis, publiée en 1984 par Chaosium, Nitocris est une antagoniste qui sera ressuscitée ou non (cela dépend des actions des joueurs) par la confrérie du Pharaon noir, qui vénère l'une des formes de Nyarlathotep, divinité inventée par H. P. Lovecraft dans sa nouvelle du même nom.